# Rouxeville
Rouxeville foi uma comuna francesa na região administrativa da Normandia, no departamento Mancha. Estendia-se por uma área de 5,88 km². Em 2010 a comuna tinha 337 habitantes (densidade: 57,3 hab./km²).
Em 1 de janeiro de 2016, passou a formar parte da nova comuna de Saint-Jean-d'Elle.